# インドシナ急行殺人事件
『インドシナ急行殺人事件』（インドシナきゅうこうさつじんじけん）は、柘植久慶初の長編推理小説。1989年に飛鳥新社より刊行された。

## 概要
殺人事件を追う薬袋たちの活躍を書いた推理小説。また、フランス領インドシナにおいて、とある人物の工作員としての暗躍を描いた諜報小説でもある。

## あらすじ
昭和49年4月13日午前10時頃、東京の都心部にあるホテルの一室でフランス人女性が殺害された。警視庁の薬袋たちは、ただちに調査を開始するが「動機ありと思われる人物には証拠がなく、物的証拠がある人間には動機がない」という状況に陥ってしまう。
捜査本部が解散して迷宮入りかと思われた矢先、パリ警視庁より報告書が届いた。同封されていた被害者女性の著作のコピーには、フランス領インドシナ時代の活動が詳細に書かれており、薬袋はそこから一人の容疑者との関連を見出したのであった。

## 登場人物
薬袋（みない）
主人公。42歳。警部補。
西山
以前、薬袋と協力して事件に当たったことがあり、その縁で今回は部下として行動する。
イヴォンヌ・ジュオー
殺人事件の被害者。女性。1910年2月4日、パリ市8区生まれの64歳。
甥の結婚式のために来日。ホテルの一室で死亡しているのを発見される。